# Wu Tung-lin
Tung-Lin Wu (Taichung, 12 de mayo de 1998) es un tenista profesional taiwanés.

## Carrera profesional
Su mejor ranking en individuales fue la posición N°158 el 3 de abril de 2023.
Debutó en el Masters 1000 de Indian Wells como luego de pasar la clasificación y ganó su primer partido a este nivel al derrotar a Alexander Bublik.

## Títulos ATP Challenger (2; 2+0)

### Individuales (2)
| N.° | Fecha                    | Torneo        | Superficie    | Oponente en la final | Resultado   |
| --- | ------------------------ | ------------- | ------------- | -------------------- | ----------- |
| 1.  | 24 de abril de 2022      | Tallahassee   | Tierra batida | Michael Mmoh         | 6-3, 6-4    |
| 2.  | 28 de septiembre de 2024 | Nonthaburi IV | Tierra batida | Mackenzie McDonald   | 6-3, 7-6(4) |